# 湯郷温泉

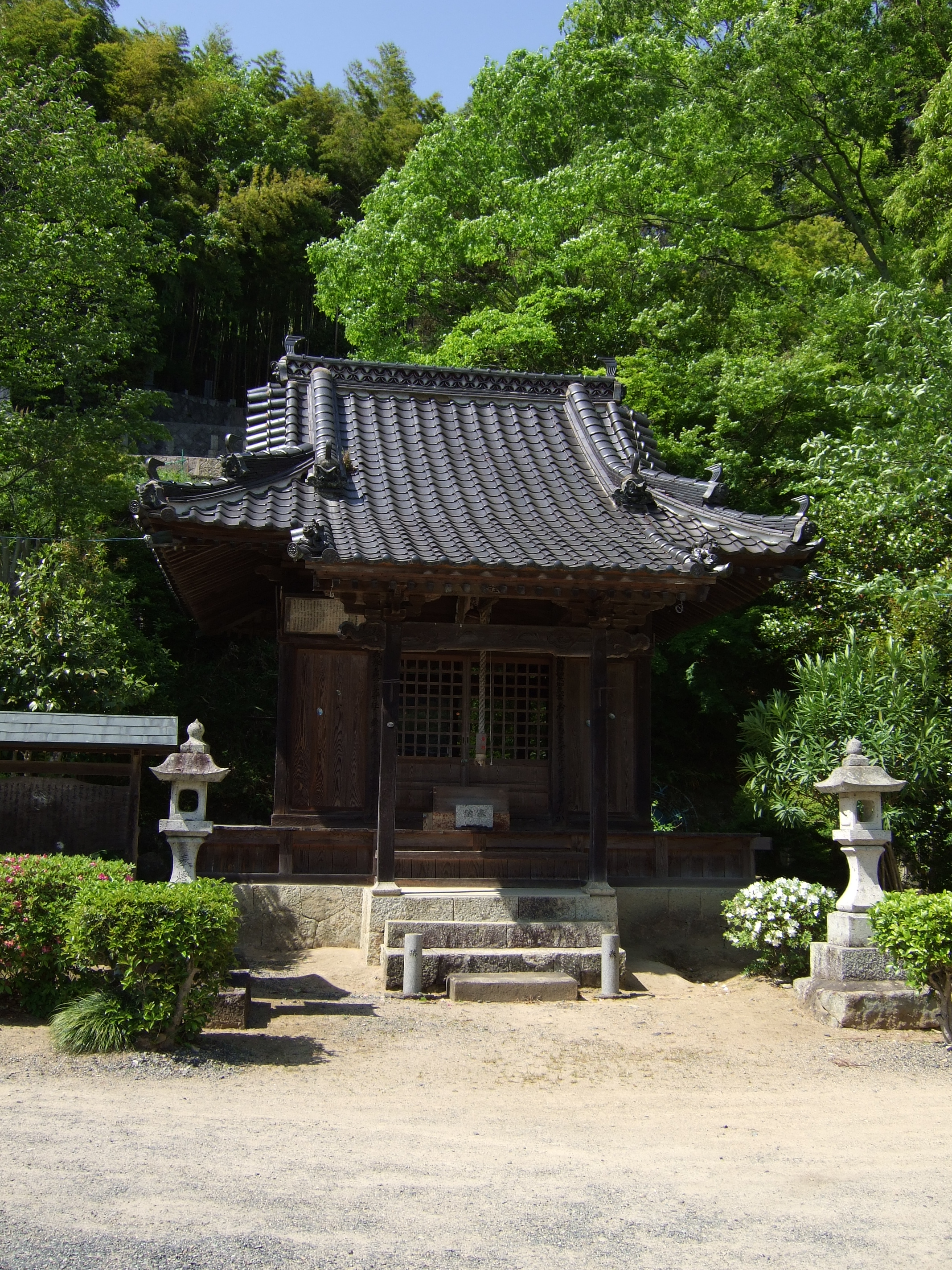
薬師堂

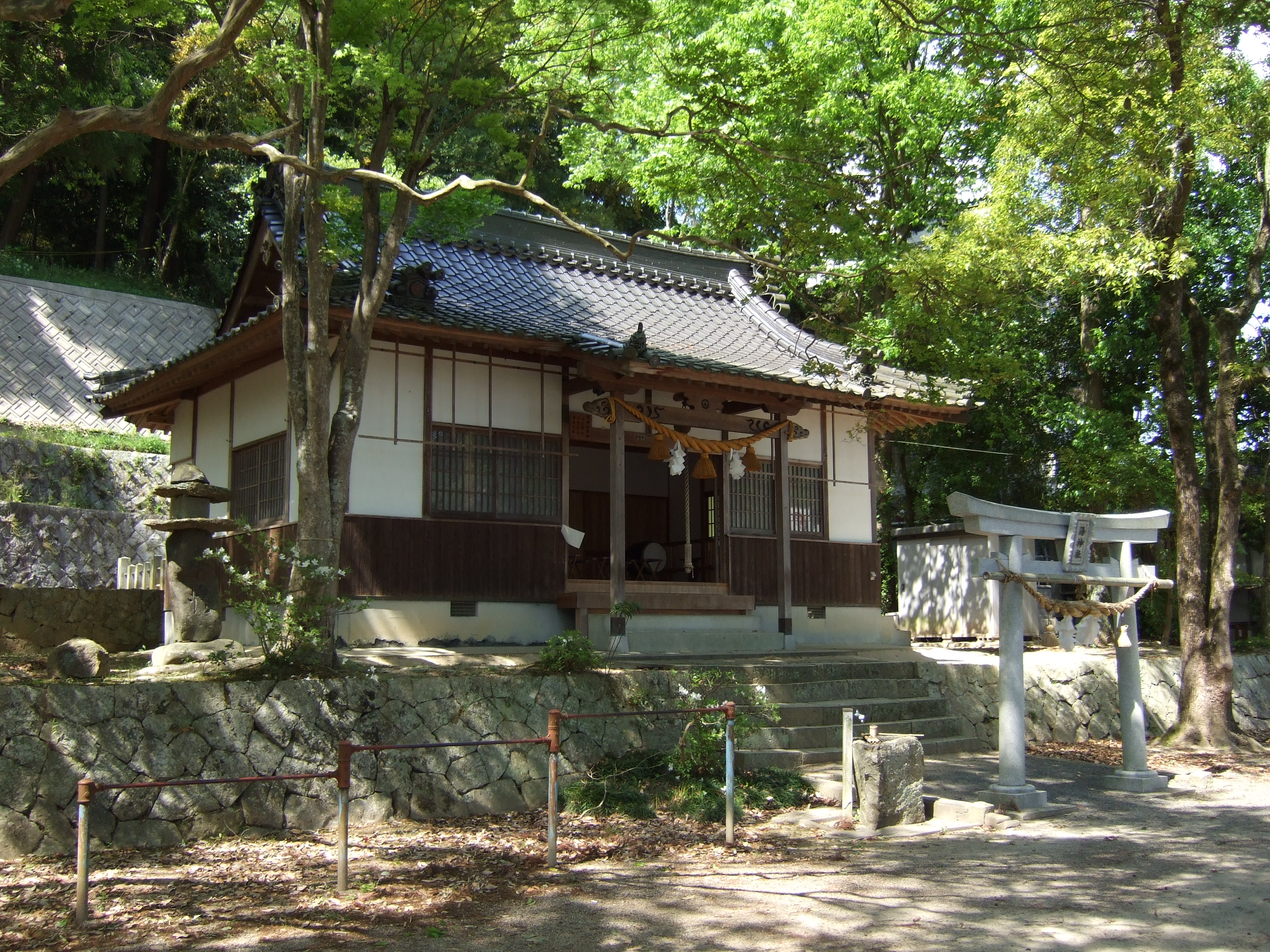
湯神社

湯郷温泉（ゆのごうおんせん）は、岡山県美作市湯郷、（旧国美作国）にある温泉。

## 概要
1200年余の歴史がある由緒ある温泉。延暦寺の円仁法師が西国巡礼の途中、白鷺が足の傷を癒しているのを見て、いで湯の発見を見たと伝えられる。よってこの湯郷は鷺ノ湯とも呼ばれており、今も共同浴場にその名が残る。薬湯としても知られ、古より長時間温い湯に浸かって湯治する習慣があったという。
奥津温泉、湯原温泉とともに美作三湯と呼ばれる。中国自動車道の開通によって京阪神からのアクセスが飛躍的に向上した。ホテル、旅館の進出が相次ぎ、拡大戦略を採ったために遊興色が強くなり、従来の湯治場、保養温泉のスタイルは失われた。そのため、美作三湯の湯原、奥津が国民保養温泉地に選ばれる中、湯郷は選外となっていた。後に、後述するスポーツを結びつけた健康への取り組みなどが評価され、2017年5月16日付で国民保養温泉地に指定されている。
1990年（平成2年）頃から従来の歓楽温泉のスタイルを見直し、水上温泉のように、レジャー、スポーツ拠点としての特徴を見出すようになり、ジョギングロードの整備に始まり、スポーツプラザやラグビー場、テニスコート、野球場、プールが設けられ、温泉とスポーツを組み合わせた「健康リゾート」という位置づけを行うようになった。1994年と1995年にはTIサーキット英田でF1パシフィックGPが開催され、最寄りの宿泊施設として多数の関係者が利用した。
2001年（平成13年）5月には岡山湯郷Belleが設立され、現在は日本女子サッカーリーグ2部（なでしこリーグ）に所属している。2011年のFIFA女子ワールドカップと2012年のロンドンオリンピックでは、同クラブに在籍する宮間あやと福元美穂両選手の活躍で、一躍日本中に湯郷の名前が知られるようになった。
観光拠点としての利用のほか、本来の湯の町情緒に原点回帰し、「湯めぐりコースター」を利用した温泉めぐりなども行っている部分がある。
近年では2005年（平成17年）に市町村合併により美作市が誕生したことを機に、官民一体となり、家族で楽しめる温泉街、おもちゃを通しての街づくりを推進している。2008年（平成20年）12月に、Nゲージの鉄道模型の展示を行うてつどう模型館が開館したのを皮切りに、2010年（平成22年）3月には美作地方に伝わる巨人伝説をモチーフとした三歩太郎のからくり時計が完成。加えて、木製玩具やアンティークオルゴールの収蔵展示を行う現代玩具博物館・オルゴール夢館が市内後山地区より移転開館した。また同年9月には画家の竹中信清氏が鬼集したコレクションの展示を行うあの日のおもちゃ箱・昭和館が開館した。2011年（平成23年）2月には生まれ変わった温泉街をPRする目的でおもちゃフェスティバルを開催し、『おもちゃの街宣言』を行った。

### 泉質
ナトリウム - カルシウム - 塩化物泉（低張性弱アルカリ泉）
源泉温度40℃

## 温泉街
吉野川にかかる鷺湯橋が入り口。湯郷を発見した円仁法師像がシンボル。20軒たらずの旅館、ホテルが軒を並べ、温泉街としてはそこそこの規模。ボウリング場や玩具博物館などがあり、湯治、保養より歓楽傾向が大。玩具博物館での工作教室をはじめガラス工房や陶芸窯元などの体験型の施設が点在する。また、周辺の著名な温泉地に比べ、基本価格設定が安く、団体旅行等の観光拠点としても重宝される。
料理は地元の山の幸に加え、瀬戸内海、日本海両方の海の幸が届けられる。
公衆浴場は湯郷鷺温泉館や村湯療養湯、足湯、市営露天風呂が存在する。

## 近隣施設
- 岡山県美作ラグビー・サッカー場
- 岡山国際サーキット
- 現代玩具博物館・オルゴール夢館
- てつどう模型館＆レトロおもちゃ館

## アクセス
- 林野駅から赤磐市広域路線バス「新道穂崎」行に乗車、「湯郷温泉下」停留所で下車。
- 林野駅から美作共同バス「湯郷温泉経由・大原駅」行に乗車、「湯郷温泉」停留所で下車。
- 林野駅から美作共同バス「美作ラグビー・サッカー場入口経由・勝間田駅」行に乗車、「湯郷下」停留所で下車。

岡山方面から
- 岡山駅から宇野バス「林野駅」行に乗車、「湯郷温泉下」停留所で下車。
- 岡山駅から宇野バス「ネオポリス」方面行に乗車、「新道穂崎」停留所で赤磐市広域路線バス「美作市役所」行に乗換え、「湯郷温泉下」停留所で下車。

大阪方面から
- 大阪駅JR高速バスターミナルまたは新大阪駅から中国ハイウェイバス「津山駅」行に乗車、「美作インター」停留所で下車、美作共同バス「美作ラグビー・サッカー場入口経由・勝間田駅」行に乗車、「湯郷下」停留所で下車。